# Sven Leuenberger
Sven Leuenberger (* 25. August 1969 in Niederuzwil) ist ein Schweizer Eishockeyfunktionär und ehemaliger -spieler, der während seiner aktiven Zeit von 1986 bis 2003 unter anderem für den HC Lugano und den SC Bern in der Nationalliga A spielte. Er war Sportdirektor des SCB und für die strategische Sportentwicklung des Vereins verantwortlich. Seit 2017 amtet er als Sportchef der ZSC Lions. Sein Bruder Lars und Cousin Marc haben ebenfalls professionell Eishockey gespielt.

## Karriere
Sven Leuenberger begann seine Karriere als Eishockeyspieler beim EHC Uzwil, für dessen Profimannschaft er von 1986 bis 1988 in der Nationalliga B aktiv war. Anschließend wechselte er zum SC Bern aus der Nationalliga A, mit dem er 1989, 1991 und 1992 jeweils Schweizer Meister wurde. Von 1992 bis 1994 lief der Verteidiger für dessen Ligarivalen HC Lugano auf, ehe er nach Bern zurückkehrte. Mit den Bundesstädtern gewann der Linksschütze 1997 noch einmal die nationale Meisterschaft, ehe er im Anschluss an die Saison 2002/03 seine Laufbahn im Alter von 33 Jahren beendete. 
Am 5. April 2006 wurde Sven Leuenberger als Sportchef und Nachfolger von Roberto Triulzi beim SC Bern vorgestellt und hatte diese Position bis November 2015 inne, als sein Bruder zum Cheftrainer des SCB ernannt wurde und Alex Chatelain neuer Sportchef wurde. Sven Leuenberger blieb beim SCB und übernahm die Aufgabe der «strategischen Sportentwicklung».
Im Mai 2017 gaben die ZSC Lions seine Verpflichtung als Sportchef bekannt.

### International
Für die Schweiz nahm Leuenberger an den B-Weltmeisterschaften 1994, 1996 und 1997, sowie den A-Weltmeisterschaften 1991, 1992 und 1993 teil. Des Weiteren stand er im Aufgebot der Schweiz bei den Olympischen Winterspielen 1992 in Albertville und der Qualifikation zu den Olympischen Winterspielen 1998 in Nagano.

## Erfolge und Auszeichnungen
- 1989 Schweizer Meister mit dem SC Bern
- 1991 Schweizer Meister mit dem SC Bern
- 1992 Schweizer Meister mit dem SC Bern
- 1997 Schweizer Meister mit dem SC Bern

### International
- 1994 Aufstieg in die A-Weltmeisterschaft bei der B-Weltmeisterschaft
- 1994 All-Star Team bei der B-Weltmeisterschaft
- 1997 Aufstieg in die A-Weltmeisterschaft bei der B-Weltmeisterschaft